# Arna Kolltveit
Arna Kolltveit (* 21. August 1976) ist eine ehemalige norwegische Biathletin.
Arna Kolltveit hatte ihren größten internationalen Erfolg, als sie bei den Europameisterschaften 1999 in Ischewsk im Staffelrennen als Startläuferin gemeinsam mit Åse Idland, Ann Helen Grande und Borghild Ouren hinter den Vertretungen aus Russland und Polen die Bronzemedaille gewann. In der folgenden Saison bestritt sie in Oberhof ihre einzigen Rennen im Biathlon-Weltcup. Als 60. des Sprintrennens qualifizierte sie sich als Letzte für das Verfolgungsrennen, das sie als überrundete Starterin nicht beendete. Zum Saisonfinale erreichte Kolltveit in Champex-Lac als Dritte hinter Brigitte Weisleitner und Martina Hubbauer sowie als Zweitplatzierte an der Seite von Liv-Kjersti Eikeland, Borghild Ouren und Evelyn Lauvstad Hanevold mit der Staffel zwei Podiumsplatzierungen im Europacup.
National gewann sie mit der Vertretung von Sogn og Fjordane 1997 Bronze im Mannschaftsrennen, 1998 und 1999 Silber sowie 2001 und 2002 Bronze in den Staffelwettbewerben. Ihre Partnerinnen waren bei den ersten drei Medaillengewinnen Evelyn Lauvstad und Eli Merete Melheim, bei den beiden letzten Medaillen Melheim und Ann Kristin Flatland.

## Biathlon-Weltcup-Platzierungen
Die Tabelle zeigt alle Platzierungen (je nach Austragungsjahr einschließlich Olympische Spiele und Weltmeisterschaften).
- 1.–3. Platz: Anzahl der Podiumsplatzierungen
- Top 10: Anzahl der Platzierungen unter den ersten zehn (einschließlich Podium)
- Punkteränge: Anzahl der Platzierungen innerhalb der Punkteränge (einschließlich Podium und Top 10)
- Starts: Anzahl gelaufener Rennen in der jeweiligen Disziplin

| Platzierung         | Einzel | Sprint | Verfolgung | Massenstart | Team | Staffel | Gesamt |
| ------------------- | ------ | ------ | ---------- | ----------- | ---- | ------- | ------ |
| 1. Platz            |        |        |            |             |      |         |        |
| 2. Platz            |        |        |            |             |      |         |        |
| 3. Platz            |        |        |            |             |      |         |        |
| Top 10              |        |        |            |             |      |         |        |
| Punkteränge         |        |        |            |             |      |         |        |
| Starts              |        | 1      | 1          |             |      |         | 2      |
| Stand: Karriereende |        |        |            |             |      |         |        |